# Векиједа-Ле Буке (Ређо Емилија)
Векиједа-Ле Буке је насеље у Италији у округу Ређо Емилија, региону Емилија-Ромања.
Према процени из 2011. у насељу је живело 41 становника. Насеље се налази на надморској висини од 392 м.